# Too Tough to Die
Too Tough to Die – ósmy studyjny album zespołu Ramones, wydany w październiku 1984 roku przez Sire Records. Reedycja z 2002 (Rhino Records) została uzupełniona dodatkowymi utworami.

## Lista utworów
1. „Mama's Boy” (Johnny Ramone/Dee Dee Ramone/Tommy Ramone) – 2:09
2. „I'm Not Afraid of Life” (Dee Dee Ramone) – 3:12
3. „Too Tough to Die” (Dee Dee Ramone) – 2:35
4. „Durango 95” (Johnny Ramone) – 0:55
5. „Wart Hog” (Dee Dee Ramone/Johnny Ramone) – 1:54
6. „Danger Zone” (Dee Dee Ramone/Johnny Ramone) – 2:03
7. „Chasing the Night” (Busta Cherry Jones/Joey Ramone/Dee Dee Ramone) – 4:25
8. „Howling at the Moon (Sha-La-La)” (Dee Dee Ramone) – 4:06
9. „Daytime Dilemma (Dangers of Love)” (Joey Ramone/Daniel Rey) – 4:31
10. „Planet Earth 1988” (Dee Dee Ramone) – 2:54
11. „Humankind” (Richie Ramone) – 2:41
12. „Endless Vacation” (Dee Dee Ramone/Johnny Ramone) – 1:45
13. „No Go” (Joey Ramone) – 3:03

### CD 2002 (Rhino Records)
1. „Street Fighting Man” (Mick Jagger/Keith Richards) – 2:56
2. „Smash You” (Ramones) – 2:23
3. „Howling at the Moon (Sha-La-La)” (Demo Version) (Dee Dee Ramone) – 3:17
4. „Planet Earth 1988” (Dee Dee vocal version) (Dee Dee Ramone) – 3:02
5. „Daytime Dilemma (Dangers of Love)” (Demo Version) (Joey Ramone/Daniel Rey) – 4:06
6. „Endless Vacation” (Demo Version) (Dee Dee Ramone/Johnny Ramone) – 1:46
7. „Danger Zone” (Dee Dee vocal version) (Dee Dee Ramone/Johnny Ramone) – 2:07
8. „Out of Here” (Ramones) – 4:10
9. „Mama's Boy” (Demo Version) (Johnny Ramone/Dee Dee Ramone/Tommy Ramone) – 2:15
10. „I'm Not an Answer” (Ramones) – 2:16
11. „Too Tough to Die” (Dee Dee vocal version) (Dee Dee Ramone) – 2:35
12. „No Go” (Demo Version) (Joey Ramone) – 3:05

## Skład
- Joey Ramone – wokal
- Johnny Ramone – gitara
- Dee Dee Ramone – gitara basowa, wokal
- Richie Ramone – perkusja

Gościnnie:
- Walter Lure – gitara
- Benmont Tench – instr. klawiszowe
- Jerry Harrison – syntezator w „Howling at the Moon (Sha-La-La)”

Produkcja:
- Tommy Erdelyi – producent
- Ed Stasium – producent
- Dave Stewart – asystent producenta
- Tony Wright – projekt okładki
- George DuBose – fotograf